# Limnonectes paramacrodon
Limnonectes paramacrodon är en groddjursart som först beskrevs av Robert F. Inger 1966.  Limnonectes paramacrodon ingår i släktet Limnonectes och familjen Dicroglossidae. IUCN kategoriserar arten globalt som nära hotad. Inga underarter finns listade i Catalogue of Life.